# Grosville
Grosville ist eine französische Gemeinde mit 804 Einwohnern (Stand: 1. Januar 2022) im Département Manche in der Region Normandie. Die Gemeinde gehört zum Arrondissement Cherbourg und zum Kanton Les Pieux. Die Einwohner werden Grosvillais genannt.

## Lage
Grosville liegt etwa 26 Kilometer südsüdwestlich von Cherbourg nahe der Atlantikküste auf der westlichen Seite der Halbinsel Cotentin. Umgeben wird Grosville von den Nachbargemeinden Sotteville und Bricquebosq im Norden, Rauville-la-Bigot im Osten, Bricquebec-en-Cotentin im Süden und Südosten, Saint-Germain-le-Gaillard im Süden und Südwesten, Les Pieux im Westen sowie Benoîtville im Nordwesten.

## Bevölkerungsentwicklung
| Jahr                       | 1962 | 1968 | 1975 | 1982 | 1990 | 1999 | 2006 | 2018 |
| Einwohner                  | 618  | 531  | 431  | 471  | 618  | 623  | 689  | 786  |
| Quellen: Cassini und INSEE |      |      |      |      |      |      |      |      |

## Sehenswürdigkeiten
- Kirche Saint-Martin aus dem 13. Jahrhundert
- Herrenhaus von Tourelles aus dem 17. Jahrhundert, seit 1975 Monument historique

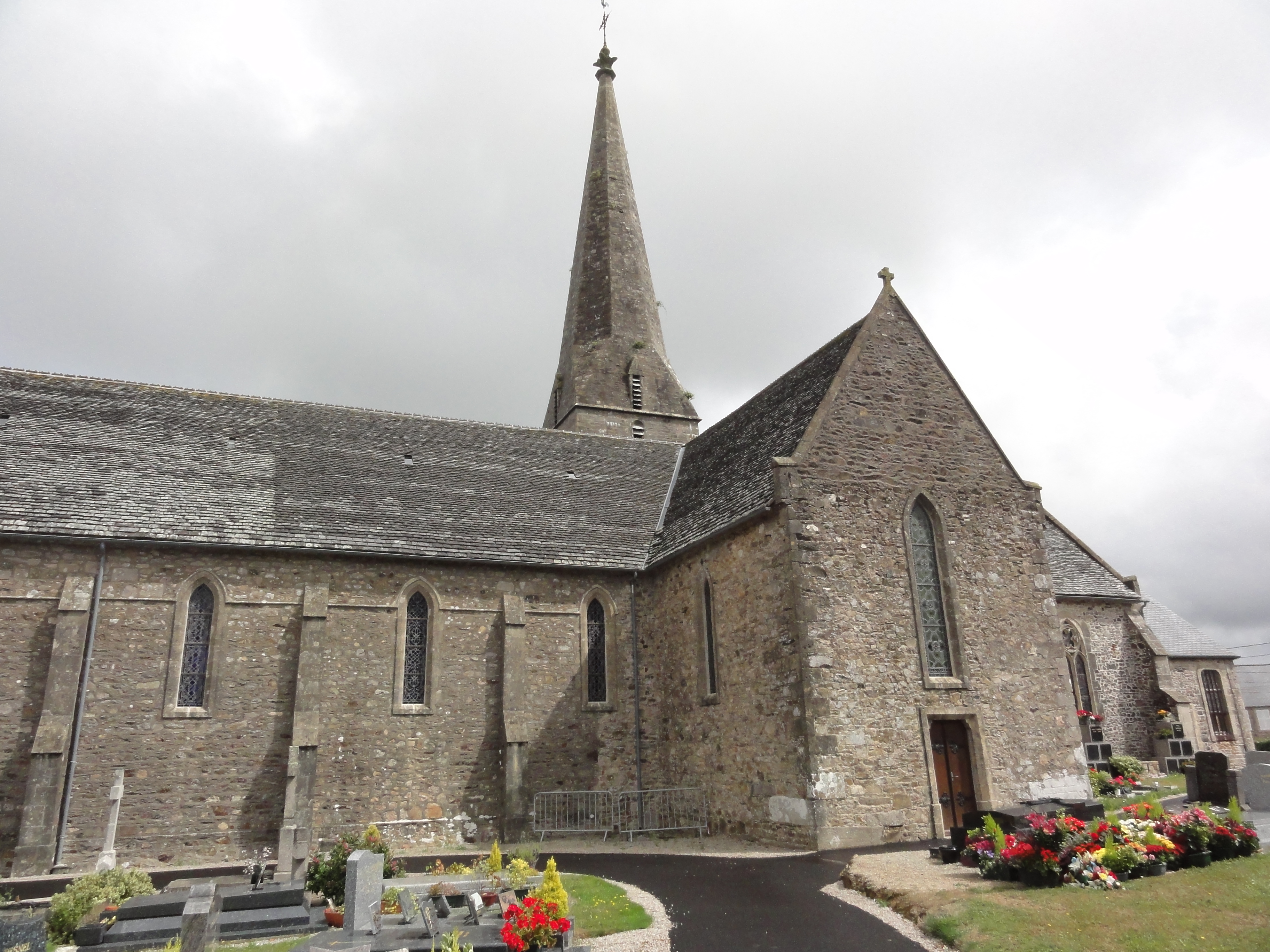
Kirche Saint-Martin
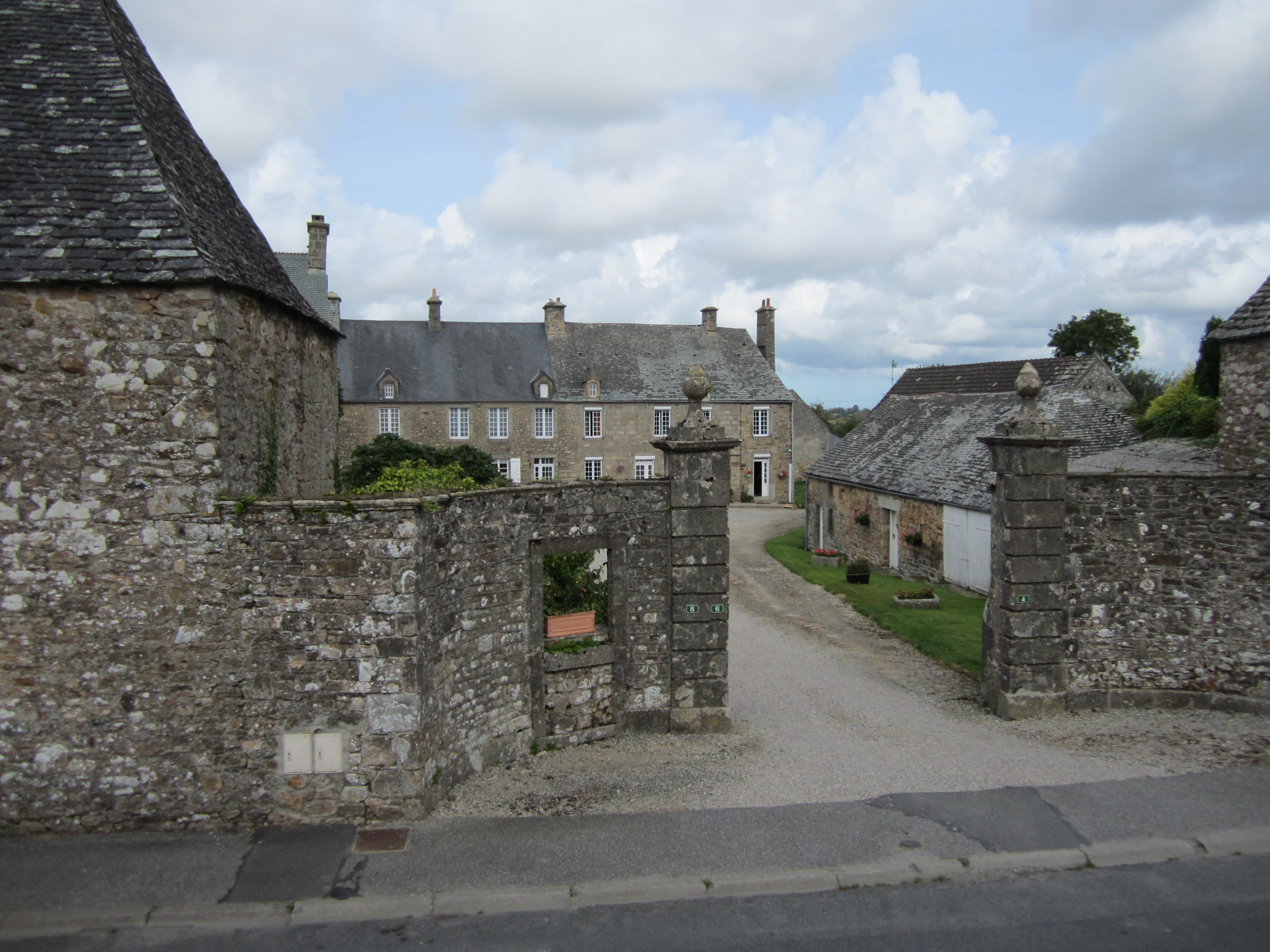
Herrenhaus von Tourelles